# Шрунс
Шрунс (на немски: Schruns) е курортно селище в Западна Австрия.

## География
Шрунс е в окръг Блуденц на провинция Форарлберг, Западна Австрия. Разположен е около река Лиц в долината на река Ил, приток на Рейн на надморска височина 700 m. Има крайна жп гара на линията Шрунс-Блуденц, която е 12,7 километрово отклонение от линията Инсбрук-Фелдкирх при град Блуденц. На около 7 km в южна посока е границата с Швейцария. На около 10 km също в южна посока е алпийският връх Граушпице (2599 м). Население 3694 жители към 1 април 2009 г.

## История
Първите сведения за селището датират от 1420 г.

## Икономика
Селището е алпийски планински курорт. Основен отрасъл на икономиката е туризмът.

## Личности, родени в Шрунс
- Рихард Байтъл (1900-1982), австрийски фолклорист и писател

## Личности, починали в Шрунс
- Рихард Байтъл (1900-1982), австрийски фолклорист и писател
- Елизабет Шварцкопф (1915-2006), германска оперна певица

## Личности, свързани с Шрунс
- Ърнест Хемингуей (1899-1961), американски писател, живял в Шрунс